# Unió de Trencadors, Societat d'Estalvis i Auxilis Mutus
La Unió de Trencadors, Societat d'Estalvis i Auxilis Mutus fou una societat mutualista, vinculada al Partit Republicà, que agrupava els trencadors de pedreres de Llucmajor, Mallorca. Fou creada el 1870 amb l'objectiu de fomentar l'estalvi i auxiliar-se mútuament en cas de malaltia. Entre 1870 i 1874 tengué la seu al Casino republicà de Llucmajor essent el president Mateu Ripoll Ginard. El 1873 passà a denominar-se La Fe i el president fou Joan Gallard. Entre 1876 i 1878 organitzà una comissió, la Comissió de Moll, que s'encarregava de la comercialització i explotació del marès. El 1881 els seus membres es degueren integrar a la societat La Confiança, de Llucmajor. A l'inici del segle XX els trencadors refundaren la societat recuperant el nom inicial. El 1901 teniu seu al carrer del Saló i la compartia amb La Confiança essent el president Antoni Sastre Tomàs. El 1904 tenia 48 socis. Es desfé el 1906 i el 1911 es tornà a organitzar essent presidents Jaume Monserrat Salom (1911-13) i Joan Fullana (1912). Desaparegué el 1913.